# Gårdakvarnar och skit
Gårdakvarnar och skit är en låt av den svenska popartisten Håkan Hellström, släppt som den tredje och sista singeln från albumet Ett kolikbarns bekännelser den 24 augusti 2005. Låten, som är skriven och producerad av Hellström tillsammans med producenten Björn Olsson, nådde som högst plats 42 på den svenska singellistan. Omslaget till singeln pryds av teckningar av Hellström som fansen skickat in till honom. Dessa kom även att användas i layouten på den officiella hemsidan. Det har också gjorts en video till låten, som regisserades av Daniel Eskils 2005.
"Gårdakvarnar och skit" samplades i den svenska hiphop-artisten Petters singel "Storstadsidyll" (2006).

## Koppling till Gais
"Gårdakvarnar" i låttiteln syftar på Hellströms favoritfotbollslag Gais och dess supportrar. Sedan 2009 spelas "Gårdakvarnar och skit" under Gais hemmamatcher på Gamla Ullevi. Inför en match mot Kalmar FF våren 2009 sjöng Hellström framför klacken. Hellström sjöng även med i låten från läktaren före derbymatchen mot IFK Göteborg i maj 2010 då han fick en mikrofon av Gais speaker. Sedan 2011 spelas "Gårdakvarnar och skit" även som inmarschlåt vid Gais-matcherna.

## Låtlista
"Gårdakvarnar och skit" text och musik av Håkan Hellström och Björn Olsson, "Magasinsgatan" musik av Håkan Hellström
1. "Gårdakvarnar och skit" – 5:05
2. "Gårdakvarnar och skit" (Instrumental Björn Olsson version) – 4:18
3. "Magasinsgatan" (Instrumental version) – 6:05

## Listplaceringar
| Lista (2005) | Topplacering |
| ------------ | ------------ |
| Sverige      | 42           |

### Fotnoter
1. ↑  Gårdakvarnar och skit blir inmarschlåt 1894.se 5 april 2011. Läst 24 april 2011.
2. ↑  Placeringar på den svenska singellistan. Läst 16 november 2010.